# Fenazaflor
Fenazaflor ist eine chemische Verbindung aus der Gruppe der Carbamate und Benzimidazole.

## Eigenschaften
Fenazaflor ist ein gelblich-grüner Feststoff, der praktisch unlöslich in Wasser ist. Er zersetzt sich bei Erhitzung.

## Verwendung
Fenazaflor wird als Akarizid und Insektizid verwendet. Er war zwischen 1969 und 1976 in der BRD zugelassen. Die Wirkung beruht auf der Hemmung der oxidativen Phosphorylierung.

## Zulassung
In der Europäischen Union ist Fenazaflor mit der Verordnung (EG) Nr. 2076/2002 vom 20. November 2002 nicht in den Anhang I der Richtlinie 91/414/EWG aufgenommen worden. Daher dürfen in den Staaten der EU keine Pflanzenschutzmittel zugelassen werden, die Fenazaflor enthalten.
In Deutschland, Österreich und der Schweiz sind keine Pflanzenschutzmittel mit diesem Wirkstoff zugelassen.